# Live In Montauben
Live in Montauben es un bootleg en vivo de la banda noruega de black metal, Immortal. Se trata de un disco del concierto que la banda realizó en la ciudad francesa de Montauban en 1999.

## Lista de canciones
1. "Withstand The Fall Of Time"
2. "Solarfall"
3. "Battles In The North"
4. "At The Heart Of Winter"
5. "The Unsilent Storms In The North Abyss"
6. "Tragedies Blows At Horizons"
7. "Unholy Forces Of Evil "
8. "Mountains Of Might"

## Créditos
- Abbath Doom Occulta - voz y guitarra
- Iscariah - bajo
- Horgh - batería

- Datos: Q5977368